# Давид Алрой
Давид Алрой (справжнє ім'я Меннахем бен-Шломо Ал-Руї, івр. מנחם בן שלמה אלרואי або מנחם בן שלמה אלרוג) — єврейський лідер, вождь месіанського руху в Курдистані у XII столітті.